# تیراندازی ساترلند اسپرینگز، تگزاس
تیراندازی ساترلند اسپرینگز، تگزاس (انگلیسی: Sutherland Springs church shooting) یک تیراندازی کور بود که در ۵ نوامبر ۲۰۱۷ در کلیسا در محدوده ثبت‌نشده کوچک ساترلند اسپرینگز تگزاس حدود ۴۰ مایل (۶۴ کیلومتر) شرق سن آنتونیو اتفاق افتاد. ۲۶ تن حاضر در کلیسا کشته و بیش از ۲۰ تن نیز زحمی شده‌اند. این واقعه مرگبار تیراندازی کلیسا در تاریخ آمریکا فراتر از کشتار کلیسای چارلستون در سال ۲۰۱۵ بوده‌است.

## تیراندازی
مرد مسلح به دنبال تعقیب و گریز پلیس محلی شهرستان گودالوپ، تگزاس به ضرب گلوله کشته شد. همچنین روشن نیست وی چطور کشته شده‌است.
گزارش شده‌است که در حدود ساعت ۱۱:۳۰ یک مرد مسلح وارد کلیسا شده‌است و شروع به شلیک کرده‌است تیرانداز به دنبال تعقیب و گریز با نیروهای انتظامی کشته‌است

## تلفات
حداقل ۲۶ تن شامل خود تیرانداز در این تیراندازی کشته شده‌اند و ۳۰ تن نیز زخمی شده‌اند ۲۳ تن کلیسا ۲ تن در خارج از کلیسا و ۲ تن نیز در بیمارستان درگذشته اند. قربانیان در ۵ تا ۷۲ ساله بوده‌اند. مراسم روز یکشنبه معمولاً با حضور ۵۰ تن برگزار می‌شود کودکانی نیز در این مراسم شرکت کرده بودند که یک قربانی نیز در میان آنها بوده‌است
قربان به مرکز پزشکی کانلی مموریال در فلورزویل، تگزاس، بیمارستان آموزشی در سن آنتونیو و مرکز درمانی ارتشی بروک در پایگاه سام هیوستون منتقل شده‌اند.

## مهاجم
مهاجم دوین پاتریک کلی (Devin Patrick Kelley)‏ ۲۶ ساله معرفی شده‌است. وی در سال ۲۰۱۲ در دادگاه نظامی محاکمه و به ۱۲ ماه زندان محکوم شده‌است.
کلی ساکن نیو برانفلز بود که در حدود ۲۵ مایلی ساترلند اسپرینگز واقع شده‌است. وی متأهل بود.